# أوهام قاتلة (فلم)
أوهام قاتلة (بالإنجليزية: Deadly Illusions) فيلم دراما وإثارة أمريكي لعام 2021، من تأليف وإخراج آنا إليزابيث جيمس وبطولة كريستين ديفيس وديرموت مولروني وجرير جرامر وشانولا هامبتون. الفيلم عن روائية ذائعة الصيت تعاني من "قفلة الكاتب"، تستأجر مربية جديدة لأطفالها، ويبدأ الخط الفاصل بين الخيال والواقع في التلاشي. صدر الفيلم للعرض في الولايات المتحدة في 18 مارس 2021.

## طاقم التمثيل
كريستين ديفيس: في دور ماري موريسون
ديرموت مولروني: في دور توم موريسون
جرير جرامر: في دور جريس
شانولا هامبتون: في دور إيلين
ماري واجنمان: في دور أليكس
شيلو مولينا: في دور سام
ميليسا تشامبرز: في دور عمة جريس
شون وو: في دور كيوكي
أبيلا بالا: في دور دارلين

## أحداث الفيلم
تعيش ماري موريسون (كريستين ديفيس)، مؤلفة روايات الإثارة الناجحة، في سعادة مع زوجها توم (ديرموت مولروني)، وولديها الصغيران. يعرض عليها ناشرها تأليف كتاب آخر بمبلغ مليوني دولار مقدمًا؛ ولكنها ترفض في البداية، ثم تعود وتقبل، بعد أن عرفت بخسارة زوجها نصف ممتلكاتهم في استثمار محفوف بالمخاطر. تقترح إيلين (شانولا هامبتون)، صديقة ماري، توظيف مربية لمساعدة الأطفال أثناء انشغالها بالكتابة، وبعد عدة مقابلات، توظف جريس (جرير جرامر). تعاني ماري من «قفلة الكاتب»، وهي حالة إنقطاع الوحي أو الإلهام عن الكاتب، وتستخدم صداقتها المزدهرة مع جريس لإلهامها. تبدأ ماري في العيش على ما يبدو أنه تخيلات جنسية عن جريس. يبدو أنها تحلم أيضًا بأن جريس وتوم ينخرطون في نشاط جنسي في المطبخ، لكن لا يمكنها معرفة ما إذا كان ذلك حقيقيًا أم خيالها الحي. تواجه ماري زوجها والمربية على مائدة العشاء في غضب، وتزعج الأطفال وتسبب انقسامًا بينها وبين جريس. تعتذر ماري في صباح اليوم التالي، وتفسر غضبها بإنه كان نتيجة العمل الجاد. تتصل ماري بوكالة المربية لتسأل عن سبب عدم صرف شيكها للخدمة التي قدمتها الوكالة بإرسال المربية جريس، لكن الوكالة تخبرها بأنهم لم يرسلوا أحداً، ولا توجد لديهم مربية باسم جريس. تذهب ماري لرؤية صديقتها إيلين، وتجدها مقتولة بمقص في رقبتها. تتصل بالشرطة، ولدهشتها ورعبها، تعرف أنها المشتبه به الرئيسي. تكشف الشرطة أن هناك قدرًا كبيرًا من أدلة الإدانة، بما في ذلك مقطع فيديو لما يبدو أنه ماري تصل إلى منزل إيلين، على الرغم من أن وجهها محجوب بالحجاب والنظارات الشمسية، والدليل الآخر وكتاب ماري الجديد والذي كتبت على صفحاته تفاصيل جريمة قتل بالمقص.
تسافر ماري إلى مسقط رأس جريس، لتزور عمتها، التي تكشف أن جريس تعرضت للإساءة على أيدي والديها عندما كانت طفلة، وأبدت أيضًا سلوكًا غريبًا. تصل جريس مرتدية ملابس داخلية مثيرة، وتلوح بسكين كبيرة، وتنتقل باستمرار من طبيعتها المعتادة اللطيفة والناعمة إلى شخصية عنيفة بصوت عميق. تدخل جريس إلى توم وتطعنه أثناء استحمامه، وتصل ماري إلى المنزل، لتجد جريس وهي تدعي أنها لا تعرف ما حدث، وتقول مرارًا وتكرارًا: «لم أستطع منعها». تعاني غريس من اضطراب الهوية الانفصامي، وهويتها الأخرى «مارجريت» هي التي هاجمت توم. ماري في النهاية تقرع غريس فاقدًا للوعي.
يمر عام، وماري وعائلتها معًا. تأخذ ماري المخطوطة النهائية لكتابها الجديد إلى قبر إيلين وتتركها هناك، حيث كانت إيلين هي التي شجعتها على البدء في الكتابة مرة أخرى. تذهب ماري لزيارة جريس في مستشفى للأمراض العقلية. وينتهي الفيلم بمغادرة «ماري» المستشفى ووجهها محجوب بالحجاب والنظارات الشمسية كما في فيديو الشرطة لقاتلة إيلين.

## الإنتاج والإصدار
تم تصوير الفيلم في البوكيرك، نيو مكسيكو، في عام 2019، وصدر في 18 مارس 2021 لشركة نتفليكس، وكان الفيلم الأكثر مشاهدة على المنصة في أول عطلة نهاية أسبوع له.

## استقبال الفيلم
كتبت ليزا كينيدي في مجلة فارايتي في 19 مارس 2021: «من الصعب تحديد نوع الجبن التي تبدو طرية وناضجة من مظهرها، تماماً مثل هذا الفيلم... من المؤسف أن السيناريو لا يحرك هذه توترات الفيلم بشكل أفضل. في مكان ما تحت هذا الفيلم، هناك إما كوميديا سوداء رائعة أو نقاش مثير للقلق حول ديناميكيات سلطة امرأتين، حذرتين ومتماثلتين لبعضهما البعض».
كتب جاري جولدشتاين في صحيفة «لوس أنجلوس تايمز» مقالة تحت عنوان «فيلم الإثارة الجنسية السخيفة» الأوهام القاتلة«عبارة عن فوضى مختلطة» قال فيها: «مزيج غير مقنع من الدراما النفسية والإثارة المثيرة المليئة بثقوب الحبكة السخيفة، والحوار الواضح، والأفعال وردود الأفعال السيئة».
منح موقع الطماطم الفاسدة الفيلم تقييم مقداره 10% بناء على آراء 10 نقاد.

## وصلات خارجية
https://www.imdb.com/title/tt7897330/ أوهام قاتلة (فيلم)
https://letterboxd.com/film/deadly-illusions/ أوهام قاتلة (فيلم)
https://www.filmaffinity.com/uk/film584420.html أوهام قاتلة (فيلم)
https://www.rottentomatoes.com/m/deadly_illusions أوهام قاتلة (فيلم)